# 2023年西安山洪
2023年西安山洪，也称2023年西安泥石流灾害。是发生于8月11日18时陕西省长安区滦镇街道喂子坪村的山洪泥石流灾害。起因是秦岭分水岭210国道附近的短时局部强降雨，令上游山体垮塌造成沟道阻塞，洪水积聚后冲垮阻塞体，引发山洪泥石流所致。
截至2023年8月14日，山洪灾害已造成24人遇难，3人失联。
此次山洪灾害造成2户民房（约300平方米）损毁，210国道3处损毁、21处轻微受损，3处电力基础设施毁坏及一条35千伏线路故障，导致900户居民停电，55个通信基站停机。